# Thelodus
Thelodus (do grego θηλή, thēlḗ, 'mamilo' e ὀδούς, odoús, 'dente') é um gênero extinto de agnato telodonte que viveu durante o período Siluriano. Fósseis foram encontrados na Europa, Ásia e América do Norte.

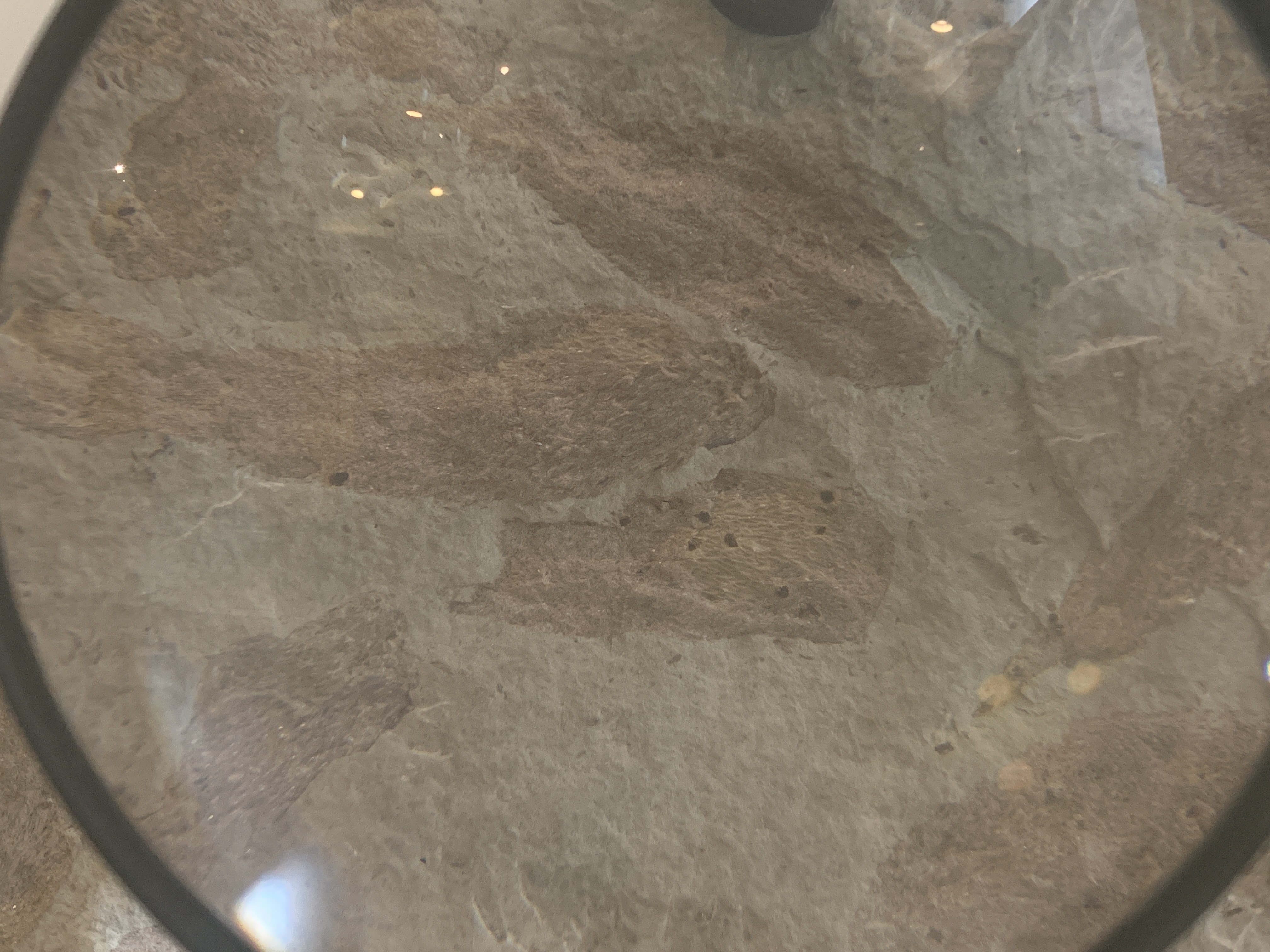
Thelodus sp. de Oesel, Estônia.

Ao contrário de muitos telodontes, as espécies de Thelodus são conhecidas não apenas por escamas, mas também por impressões em rochas. Algumas espécies, como a canadense Thelodus inauditus, acredita-se que fossem comparáveis em tamanho a outros telodontes, ou seja, de 5 a 15 centímetros de comprimento. As escamas da espécie-tipo, Thelodus parvidens (sin. Thelodus macintoshi) do Siluriano da Grã-Bretanha, no entanto, atingem o tamanho de moedas e, se proporcionais a outros telodontes, como Loganellia, o animal vivo teria cerca de um metro de comprimento.